# Go-Kógon
Go-Kógon (japonsky 後光厳天皇, Go-Kōgon-tennó, 23. března 1338 – 12. března 1374) byl čtvrtý panovník Severního dvora v období Nanbokučó. Vládl od 25. září 1352 do 9. dubna 1371.
Princ, jehož osobní jméno (imina) před nástupem na trůn Severního dvora znělo Ijahito (彌仁), byl druhým synem 1. císaře Severního dvora Kógona,  po němž byl pojmenován, a mladším bratrem svého předchůdce Sukóa. Výraz go- (後) se doslovně překládá jako „pozdější“. Go-Kógon tedy může být označován jako „pozdější císař Kógon“. Jelikož se japonské go v některých starších pramenech rovněž překládalo ve významu „ten druhý“, mohl by tento císař být také označován jako Kógon druhý či Kógon II.

## Události za Go-Kógonova života
Během svého života císař Go-Kōgon i jeho okolí věřili, že od 25. září 1352 do 9. dubna 1371 vládl na Chryzantémovém trůnu.   
Roku 1351 se Takaudži Ašikaga krátce navrátil do služeb Jižního dvora a donutil císaře Sukóa, aby se vzdal trůnu. Měla se tak znovu sjednotit císařská linie. Již v dubnu 1352 však využil císař Go-Murakami z Jižního dvora sváru známého jako nepokoje Kannó, jenž probíhal v klanu Ašikaga, dobyl Kjóto a unesl odtud s sebou bývalé (severní) císaře Kógona a Kómjóa spolu se Sukóem a korunním princem Tadahitem. Všichni nakonec skončili v Anau, kde se tehdy nacházel Jižní dvůr.  Vznikla tak situace, kdy v Kjótu nebyl žádný císař. Šógun Takaudži Ašikaga proto jmenoval císařem druhého syna císaře Kógona, prince Ijahita (弥仁親王). Ten pak za podpory druhého šóguna ašikagského šógunátu, Jošiakiry Ašikagy, vládl jako císař Go-Kógon.
Během období Nanbokučó byl kvůli nepřátelství panujícímu mezi Severním a Jižním dvorem narušen veřejný pořádek v Kjótu. Vojsko Jižního dvora opakovaně dobylo hlavní město Severu Kjóto. Císař Go-Kógon byl nucen z Kjóta opakovaně prchat do provincie Ómi a na další místa. Přibližně v době, kdy byl Jošimicu Ašikaga jmenován 3. ašikagským šógunem (1368), moc Jižního dvora zeslábla a v Kjótu byl obnoven pořádek. Někdy v té době se rovněž začala projevovat slábnoucí císařova autorita.
Císař Go-Kōgon se vzdal trůnu ve prospěch svého syna, prince Ohita (緒仁親王), který se stal císařem Go-En'jú. Stalo se tak 9. dubna 1371. Go-Kōgon pak vládl až do své smrti 12. března 1374 jako klášterní císař. Je spolu s dalšími 11 císaři pohřben v mauzoleu Fukakusa no kita no misasagi (深草北陵) v kjótské čtvrti Fušimi-ku.

## Rodina
Císař Go-Kógon měl asi 5 manželek, s nimiž zplodil 18 dětí, 15 synů a 3 dcery.

## Rivalové z Jižního dvora
- Go-Murakami
- Čókei